# Moteur à détonation rotative
Un moteur à détonation rotative (RDE) est un moteur utilisant une forme de combustion à gain de pression, où une ou plusieurs détonations se déplacent continuellement autour d'un canal annulaire. Les simulations informatiques et les résultats expérimentaux ont montré que le RDE a un potentiel dans le transport et d'autres applications,.
En combustion détonative, l'onde de choc se développe à une vitesse supersonique. La combustion détonative est théoriquement plus efficiente que la combustion déflagrative conventionnelle jusqu'à 25%,. Un tel gain d'efficacité permettrait de réaliser d'importantes économies de carburant,.
Les inconvénients incluent l'instabilité et le bruit.

## Concept
Le concept de base d'un RDE est une onde de détonation qui se déplace autour d'un canal circulaire (anneau). Le carburant et l'oxydant sont injectés dans le canal, normalement à travers de petits trous ou fentes. Une détonation est déclenchée dans le mélange carburant / comburant par une certaine forme d'allumeur. Après le démarrage du moteur, les détonations sont auto-entretenues. Une détonation enflamme le mélange combustible / comburant, qui libère l'énergie nécessaire pour maintenir la détonation. Les produits de combustion se dilatent hors du canal et sont poussés hors du canal par le carburant et l'oxydant entrants.
Bien que la conception du RDE soit similaire au moteur à ondes de détonation pulsées (PDE), le RDE est supérieur car les ondes circulent autour de la chambre, tandis que le PDE nécessite que les chambres soient purgées après chaque impulsion.

## Développement
Plusieurs organisations travaillent sur les RDE.

### US Navy
L'US Navy a son programme de développement. Les chercheurs du Naval Research Laboratory (NRL) s'intéressent particulièrement aux moteurs à explosion tels que le RDE, capables de réduire la consommation de carburant de leurs véhicules lourds,. Plusieurs obstacles restent à surmonter pour utiliser le RDE sur le terrain. Les chercheurs du LNR se concentrent actuellement sur une meilleure compréhension du fonctionnement du RDE.

### Aerojet Rocketdyne
Depuis 2010, Aerojet Rocketdyne a effectué plus de 520 tests de configurations multiples.

### NASA
Daniel Paxson du Glenn Research Center a utilisé des simulations en dynamique des fluides numérique (CFD) pour évaluer le cadre de référence de détonation du RDE et comparer les performances avec le PDE. Il a constaté qu'un RDE peut fonctionner au moins au même niveau qu'un PDE. En outre, il a constaté que les performances RDE peuvent être directement comparées à la PDE car leurs performances étaient essentiellement les mêmes.

### Energomash
Selon le vice-Premier ministre russe Dmitri Rogozine à la mi-janvier 2018, la société NPO Energomash a achevé la phase de test initiale d'un RDE à propulseur liquide de classe 2 tonnes et prévoit de développer des modèles plus grands à utiliser sur des lanceurs spatiaux.

### JAXA
Le 27 juillet 2021, l'Agence d'exploration aérospatiale japonaise (JAXA) a réussi à tester le RDE dans l'espace pour la première fois au monde en lançant la fusée-sonde S-520-31 équipée d'un RDE générant 500 N de poussée dans le deuxième étage.

### GE Aerospace
GE Aerospace développe dans les années 2020, avec la NASA, un nouveau prototype de statoréacteur hypersonique bimodal utilisant la technologie de combustion à détonation rotative.

### Autres recherches
D'autres expériences ont utilisé des procédures numériques pour mieux comprendre le champ d'écoulement du RDE. En 2020, une étude de l'Université de Washington a exploré un dispositif expérimental qui permettait de contrôler des paramètres tels que la taille de la fosse du cylindre. À l'aide d'une caméra à haute vitesse, ils ont pu la voir fonctionner au ralenti extrême. Sur cette base, ils ont développé un modèle mathématique pour décrire le processus.